# Grand Prix w Piłce Siatkowej Kobiet 2002
Grand Prix w piłce siatkowej kobiet 2002 - siatkarski turniej rozegrany w dniach 12 lipca-4 sierpnia 2002 r. 
W Grand Prix brało udział 8 reprezentacji narodowych. Do turnieju finałowego, który odbył się w Hongkongu, awansowały trzy drużyn oraz gospodarz – Chiny.

## Uczestnicy
| Ameryka Północna/Południowa     | Azja                    | Europa       |
| ------------------------------- | ----------------------- | ------------ |
| Brazylia Kuba Stany Zjednoczone | Chiny Japonia Tajlandia | Niemcy Rosja |

## Turnieje
| 12 - 14 lipca 2002                |                                        |
| Grupa A - Tokio                   | Grupa B - Chengdu                      |
| Brazylia Japonia Niemcy Tajlandia | Chiny Kuba Rosja Stany Zjednoczone     |
| 19 - 21 lipca 2002                |                                        |
| Grupa C - Manila                  | Grupa D - Nakhon Ratchasima            |
| Brazylia Japonia Niemcy Rosja     | Chiny Kuba Tajlandia Stany Zjednoczone |
| 26 - 28 lipca 2002                |                                        |
| Grupa E - Makau                   | Grupa F - Miaoli                       |
| Brazylia Chiny Japonia Tajlandia  | Japonia Kuba Rosja Stany Zjednoczone   |

## Fazy eliminacyjna

### I weekend[1]

#### Grupa A
Tokio
| Poz. | Reprezentacja | Pkt | Mecze | Mecze | Mecze | Małe punkty | Małe punkty | Małe punkty | Sety | Sety | Sety  |
| Poz. | Reprezentacja | Pkt | M     | Z     | P     | zdob.       | str.        | ratio       | wyg. | prz. | ratio |
| ---- | ------------- | --- | ----- | ----- | ----- | ----------- | ----------- | ----------- | ---- | ---- | ----- |
| 1    | Brazylia      | 6   | 3     | 3     | 0     | 283         | 263         | 1,076       | 9    | 3    | 3,000 |
| 2    | Niemcy        | 5   | 3     | 2     | 1     | 249         | 216         | 1,153       | 8    | 3    | 2,667 |
| 3    | Japonia       | 4   | 3     | 1     | 2     | 204         | 198         | 1,030       | 3    | 6    | 0,500 |
| 4    | Tajlandia     | 3   | 3     | 0     | 3     | 193         | 252         | 0,766       | 1    | 9    | 0,111 |

| 12.07.2002 | Brazylia | 3:2 (25:19, 25:22, 19:25, 19:25, 15:8) | Niemcy |

| 12.07.2002 | Japonia | 3:0 (25:14, 25:18, 25:13) | Tajlandia |

| 13.07.2002 | Brazylia | 3:1 (25:21, 25:27, 25:22, 27:25) | Tajlandia |

| 13.07.2002 | Japonia | 0:3 (20:25, 19:25, 21:25) | Niemcy |

| 14.07.2002 | Niemcy | 3:0 (25:17, 25:21, 25:15) | Tajlandia |

| 14.07.2002 | Japonia | 0:3 (24:26, 20:25, 25:27) | Brazylia |

#### Grupa B
Chengdu
| Poz. | Reprezentacja     | Pkt | Mecze | Mecze | Mecze | Małe punkty | Małe punkty | Małe punkty | Sety | Sety | Sety  |
| Poz. | Reprezentacja     | Pkt | M     | Z     | P     | zdob.       | str.        | ratio       | wyg. | prz. | ratio |
| ---- | ----------------- | --- | ----- | ----- | ----- | ----------- | ----------- | ----------- | ---- | ---- | ----- |
| 1    | Rosja             | 6   | 3     | 3     | 0     | 263         | 244         | 1,078       | 9    | 3    | 3,000 |
| 2    | Chiny             | 5   | 3     | 2     | 1     | 210         | 184         | 1,141       | 6    | 3    | 2,000 |
| 3    | Stany Zjednoczone | 4   | 3     | 1     | 2     | 257         | 261         | 0,985       | 5    | 7    | 0,714 |
| 4    | Kuba              | 3   | 3     | 0     | 3     | 222         | 263         | 0,844       | 2    | 9    | 0,222 |

| 12.07.2002 | Stany Zjednoczone | 2:3 (23:25, 25:12, 23:25, 25:22, 9:15) | Rosja |

| 12.07.2002 | Chiny | 3:0 (25:15, 25:23, 25:18) | Kuba |

| 13.07.2002 | Kuba | 1:3 (25:14, 18:25, 16:25, 20:25) | Rosja |

| 13.07.2002 | Chiny | 3:0 (25:19, 25:17, 25:17) | Stany Zjednoczone |

| 14.07.2002 | Kuba | 1:3 (25:21, 18:25, 26:28, 18:25) | Stany Zjednoczone |

| 14.07.2002 | Chiny | 0:3 (19:25, 19:25, 22:25) | Rosja |

### II weekend[2]

#### Grupa C
Manila
| Poz. | Reprezentacja | Pkt | Mecze | Mecze | Mecze | Małe punkty | Małe punkty | Małe punkty | Sety | Sety | Sety  |
| Poz. | Reprezentacja | Pkt | M     | Z     | P     | zdob.       | str.        | ratio       | wyg. | prz. | ratio |
| ---- | ------------- | --- | ----- | ----- | ----- | ----------- | ----------- | ----------- | ---- | ---- | ----- |
| 1    | Rosja         | 6   | 3     | 3     | 0     | 249         | 179         | 1,391       | 9    | 1    | 9,000 |
| 2    | Japonia       | 4   | 3     | 1     | 2     | 211         | 241         | 0,876       | 4    | 6    | 0,667 |
| 3    | Niemcy        | 4   | 3     | 1     | 2     | 196         | 212         | 0,925       | 3    | 6    | 0,500 |
| 4    | Brazylia      | 4   | 3     | 1     | 2     | 192         | 216         | 0,889       | 3    | 6    | 0,500 |

| 19.07.2002 | Japonia | 0:3 (18:25, 23:25, 25:27) | Brazylia |

| 19.07.2002 | Rosja | 3:0 (25:16, 26:24, 25:15) | Niemcy |

| 20.07.2002 | Rosja | 3:1 (25:13, 25:10, 23:25, 25:19) | Japonia |

| 20.07.2002 | Niemcy | 3:0 (25:18, 25:18, 25:22) | Brazylia |

| 21.07.2002 | Niemcy | 0:3 (26:28, 21:25, 19:25) | Japonia |

| 21.07.2002 | Brazylia | 0:3 (21:25, 15:25, 21:25) | Rosja |

#### Grupa D
Nakhon Ratchasima
| Poz. | Reprezentacja     | Pkt | Mecze | Mecze | Mecze | Małe punkty | Małe punkty | Małe punkty | Sety | Sety | Sety  |
| Poz. | Reprezentacja     | Pkt | M     | Z     | P     | zdob.       | str.        | ratio       | wyg. | prz. | ratio |
| ---- | ----------------- | --- | ----- | ----- | ----- | ----------- | ----------- | ----------- | ---- | ---- | ----- |
| 1    | Chiny             | 6   | 3     | 3     | 0     | 230         | 167         | 1,377       | 9    | 0    | MAX   |
| 2    | Stany Zjednoczone | 5   | 3     | 2     | 1     | 227         | 222         | 1,023       | 6    | 4    | 1,500 |
| 3    | Kuba              | 4   | 3     | 1     | 2     | 243         | 265         | 0,917       | 3    | 8    | 0,375 |
| 4    | Tajlandia         | 3   | 3     | 0     | 3     | 233         | 279         | 0,835       | 3    | 9    | 0,333 |

| 19.07.2002 | Stany Zjednoczone | 0:3 (22:25, 17:25, 18:25) | Chiny |

| 19.07.2002 | Tajlandia | 2:3 (25:18, 26:28, 25:23, 15:25, 16:18) | Kuba |

| 20.07.2002 | Kuba | 0:3 (28:30, 23:25, 16:25) | Chiny |

| 20.07.2002 | Tajlandia | 1:3 (17:25, 25:17, 21:25, 20:25) | Stany Zjednoczone |

| 21.07.2002 | Stany Zjednoczone | 3:0 (25:21, 25:17, 28:26) | Kuba |

| 21.07.2002 | Chiny | 3:0 (25:14, 25:14, 25:15) | Tajlandia |

### III weekend[3]

#### Grupa E
Makau
| Poz. | Reprezentacja | Pkt | Mecze | Mecze | Mecze | Małe punkty | Małe punkty | Małe punkty | Sety | Sety | Sety  |
| Poz. | Reprezentacja | Pkt | M     | Z     | P     | zdob.       | str.        | ratio       | wyg. | prz. | ratio |
| ---- | ------------- | --- | ----- | ----- | ----- | ----------- | ----------- | ----------- | ---- | ---- | ----- |
| 1    | Chiny         | 6   | 3     | 3     | 0     | 245         | 200         | 1,225       | 9    | 1    | 9,000 |
| 2    | Niemcy        | 5   | 3     | 2     | 1     | 243         | 239         | 1,017       | 6    | 5    | 1,200 |
| 3    | Brazylia      | 4   | 3     | 1     | 2     | 268         | 232         | 1,155       | 6    | 6    | 1,000 |
| 4    | Tajlandia     | 3   | 3     | 0     | 3     | 140         | 225         | 0,622       | 0    | 9    | 0     |

| 26.07.2002 | Brazylia | 3:0 (25:10, 25:16, 25:12) | Tajlandia |

| 26.07.2002 | Chiny | 3:0 (25:23, 26:24, 25:21) | Niemcy |

| 27.07.2002 | Brazylia | 2:3 (25:23, 23:25, 20:25, 25:12, 13:15) | Niemcy |

| 27.07.2002 | Chiny | 3:0 (25:16, 25:11, 25:18) | Tajlandia |

| 28.07.2002 | Tajlandia | 0:3 (19:25, 20:25, 18:25) | Niemcy |

| 28.07.2002 | Chiny | 3:1 (25:23, 25:21, 19:25, 25:18) | Brazylia |

#### Grupa F
Miaoli
| Poz. | Reprezentacja     | Pkt | Mecze | Mecze | Mecze | Małe punkty | Małe punkty | Małe punkty | Sety | Sety | Sety  |
| Poz. | Reprezentacja     | Pkt | M     | Z     | P     | zdob.       | str.        | ratio       | wyg. | prz. | ratio |
| ---- | ----------------- | --- | ----- | ----- | ----- | ----------- | ----------- | ----------- | ---- | ---- | ----- |
| 1    | Rosja             | 5   | 3     | 2     | 1     | 285         | 260         | 1,096       | 8    | 5    | 1,600 |
| 2    | Kuba              | 5   | 3     | 2     | 1     | 233         | 247         | 0,943       | 6    | 5    | 1,200 |
| 3    | Japonia           | 5   | 3     | 2     | 1     | 269         | 260         | 1,035       | 6    | 6    | 1,000 |
| 4    | Stany Zjednoczone | 3   | 3     | 0     | 3     | 295         | 315         | 0,937       | 5    | 9    | 0,556 |

| 26.07.2002 | Stany Zjednoczone | 2:3 (26:28, 25:18, 20:25, 25:19,11:15) | Kuba |

| 26.07.2002 | Rosja | 2:3 (25:21, 25:21, 17:25, 22:25, 8:15) | Japonia |

| 27.07.2002 | Japonia | 3:1 (25:22, 25:18, 22:25, 25:23) | Stany Zjednoczone |

| 27.07.2002 | Kuba | 0:3 (18:25, 17:25, 18:25) | Rosja |

| 28.07.2002 | Kuba | 3:0 (25:20 25:23 25:22) | Japonia |

| 28.07.2002 | Stany Zjednoczone | 2:3 (18:25, 24:26, 26:24, 25:23, 7:15) | Rosja |

### Tabela fazy eliminacyjnej
| Lp. | Drużyna           | Pkt | Mecze | Mecze | Mecze | Sety | Sety | Sety  | Małe punkty | Małe punkty | Małe punkty |
| Lp. | Drużyna           | Pkt | M     | W     | P     | wyg. | prz. | ratio | zdob.       | str.        | ratio       |
| --- | ----------------- | --- | ----- | ----- | ----- | ---- | ---- | ----- | ----------- | ----------- | ----------- |
| 1   | Chiny             | 17  | 9     | 8     | 1     | 24   | 4    | 6.000 | 685         | 551         | 1.243       |
| 2   | Rosja             | 17  | 9     | 8     | 1     | 26   | 9    | 2.889 | 797         | 683         | 1.167       |
| 3   | Niemcy            | 14  | 9     | 5     | 4     | 17   | 14   | 1.214 | 688         | 667         | 1.031       |
| 4   | Brazylia          | 14  | 9     | 5     | 4     | 18   | 15   | 1.200 | 743         | 711         | 1.045       |
| 5   | Japonia           | 13  | 9     | 4     | 5     | 13   | 18   | 0.722 | 684         | 699         | 0.979       |
| 6   | Stany Zjednoczone | 12  | 9     | 3     | 6     | 16   | 20   | 0.800 | 779         | 798         | 0.976       |
| 7   | Kuba              | 12  | 9     | 3     | 6     | 11   | 22   | 0.500 | 698         | 775         | 0.901       |
| 8   | Tajlandia         | 9   | 9     | 0     | 9     | 4    | 27   | 0.148 | 566         | 756         | 0.749       |

Źródło: fivb.org
Punktacja: zwycięstwo – 2 pkt; porażka – 1 pkt
     awans do turnieju finałowego

## Turniej finałowy
Hongkong

### Wyniki spotkań
| 01.08.2002 | Rosja | 3:0 (25:19, 25:15, 25:22) | Niemcy |

| 01.08.2002 | Chiny | 3:1 (25:21, 25:18, 18:25, 25:19) | Brazylia |

| 01.08.2002 | Niemcy | 3:0 (25:23, 25:23, 25:23) | Brazylia |

| 01.08.2002 | Chiny | 2:3 (25:23, 10:25, 25:19, 13:25, 10:15) | Rosja |

| 01.08.2002 | Rosja | 0:3 (23:25, 23:25, 24:26) | Brazylia |

| 01.08.2002 | Chiny | 3:0 (25:17, 25:20, 25:19) | Niemcy |

### Tabela
| Lp. | Drużyna  | Pkt | Mecze | Mecze | Mecze | Sety | Sety | Sety  | Małe punkty | Małe punkty | Małe punkty |
| Lp. | Drużyna  | Pkt | M     | W     | P     | wyg. | prz. | ratio | zdob.       | str.        | ratio       |
| --- | -------- | --- | ----- | ----- | ----- | ---- | ---- | ----- | ----------- | ----------- | ----------- |
| 1   | Chiny    | 5   | 3     | 2     | 1     | 8    | 2    | 4.000 | 251         | 246         | 1.020       |
| 2   | Rosja    | 5   | 3     | 2     | 1     | 6    | 5    | 1.200 | 252         | 215         | 1.172       |
| 3   | Brazylia | 4   | 3     | 1     | 2     | 4    | 6    | 0.667 | 228         | 238         | 0.958       |
| 4   | Niemcy   | 4   | 3     | 1     | 2     | 3    | 6    | 0.500 | 187         | 219         | 0.854       |

Źródło: the-sports.org
Punktacja: zwycięstwo – 2 pkt; porażka – 1 pkt

### Mecz o 3. miejsce
| 04.08.2002 | Brazylia | 1:3 (25:18, 17:25, 26:28, 16:25) | Niemcy |

### Finał
| 04.08.2002 | Chiny | 1:3 (27:29 25:23 20:25 21:25) | Rosja |

## Klasyfikacja końcowa
| Miejsce | Reprezentacja     |
| ------- | ----------------- |
| złoto   | Rosja             |
| srebro  | Chiny             |
| brąz    | Niemcy            |
| 4       | Brazylia          |
| 5       | Japonia           |
| 6       | Stany Zjednoczone |
| 7       | Kuba              |
| 8       | Tajlandia         |

## Nagrody indywidualne
| Najlepsza zawodniczka (MVP) | Najlepsza punktującaMarcelle Rodrigues | Najlepsza atakująca    | Najlepsza blokująca | Najlepsza zagrywająca | Najlepsza libero | Najlepsza rozgrywająca |
| --------------------------- | -------------------------------------- | ---------------------- | ------------------- | --------------------- | ---------------- | ---------------------- |
| Jewgienija Estes            | Yang Hao                               | Jelizawieta Tiszczenko | Valeska Menezes     | Yang Hao              | Fabi             | Marcelle Rodrigues     |